# Ichthyostega
Ichthyostega (gr. "pez con techo") es un género extinto de tetrápodo que vivió de finales del Devónico Superior durante la edad del Fameniense, aproximadamente hace 365 a 360 millones de años; fue el primer tetrápodo basal en ser descubierto. 
Ichthyostega tenía ya  patas con siete dedos, en lugar de aletas carnosas, a diferencia de Tiktaalik; pero probablemente no las utilizaba para desplazarse por tierra, como se creyó inicialmente, sino que es posible que con ellas realizara un movimiento como el de los anfibios y reptiles acuáticos para desplazarse bajo el agua, utilizando las extremidades para impulsarse en los pantanos, lo que indica que seguramente no vivía en tierra.

## Historia y sistemática

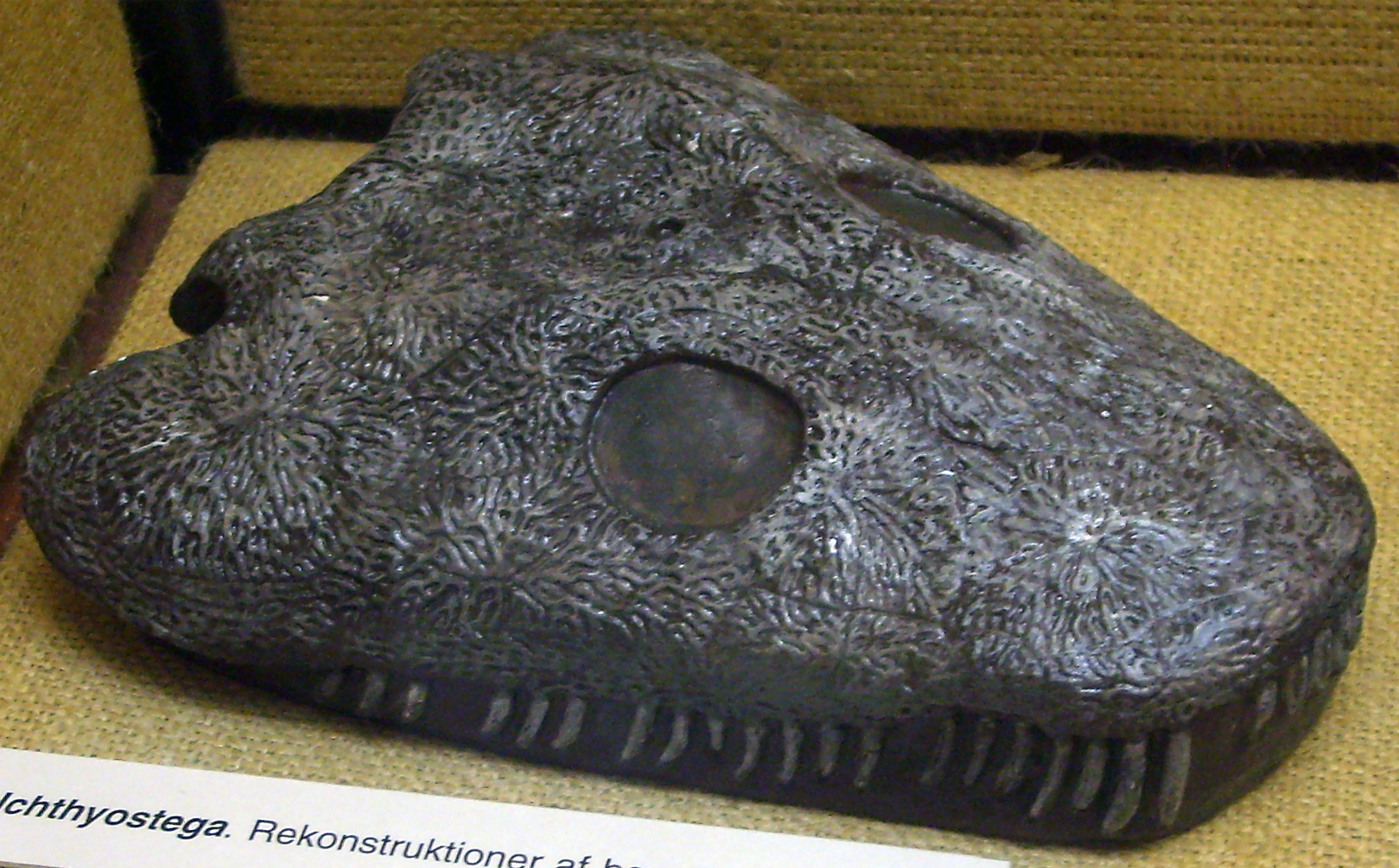
Reconstrucción del cráneo de un Ichthyostega en el Museo Geológico de Copenhague.

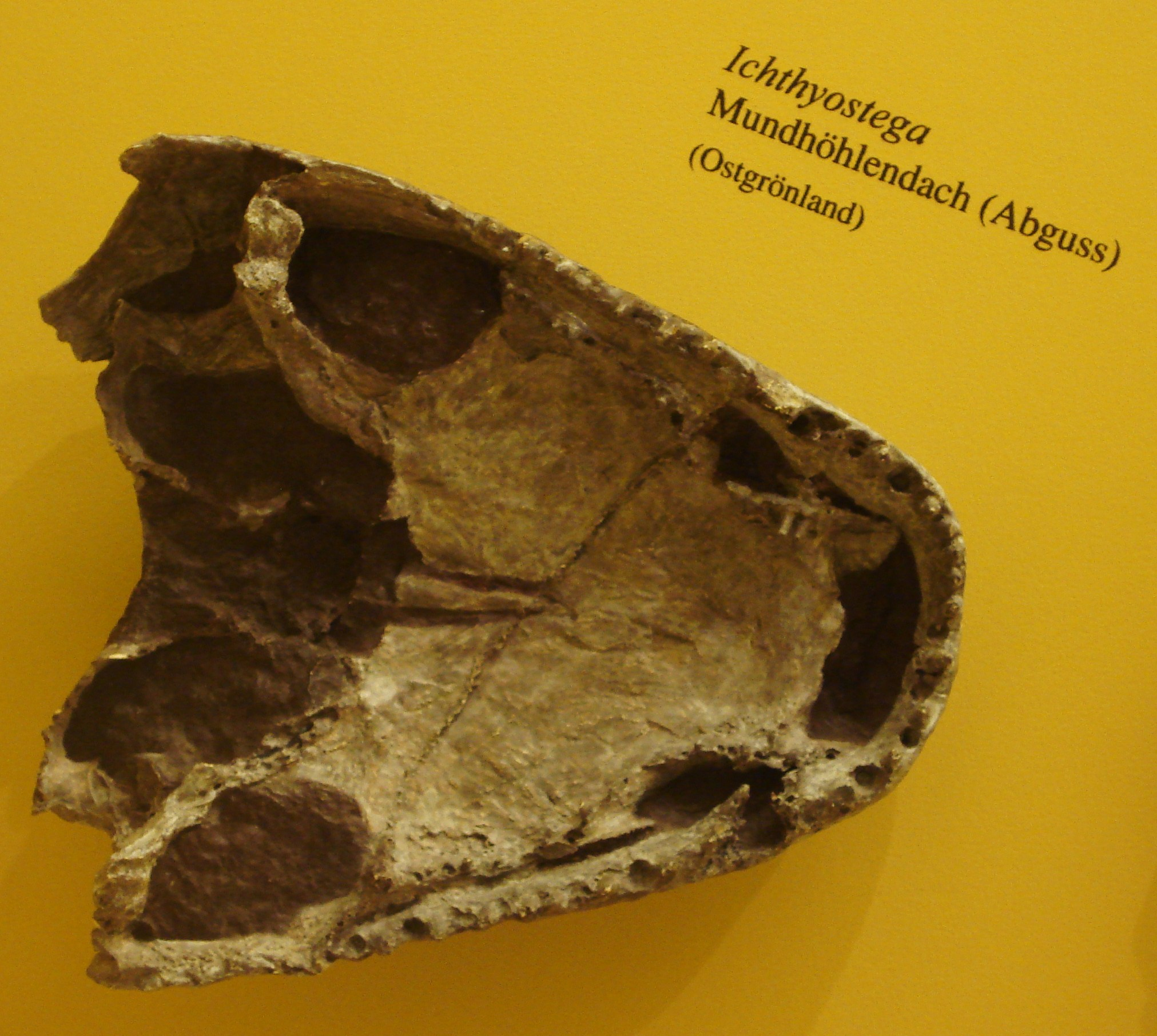
Parte inferior del cráneo

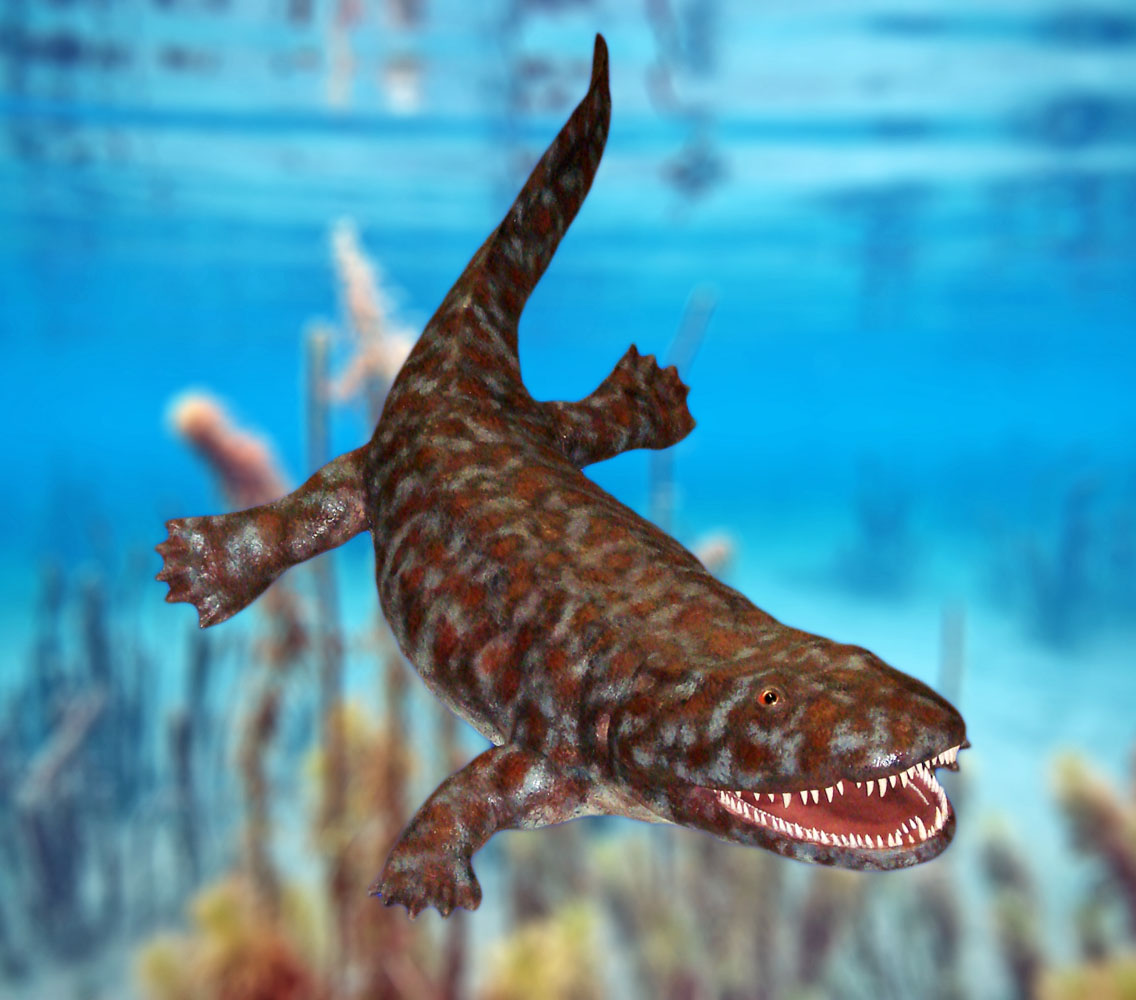
Restauración en vida de Ichthyostega

En 1932 Gunnar Säve-Söderbergh describió cuatro especies de Ichthyostega del Devónico Superior, procedentes de Groenlandia y una especie perteneciente al género Ichthyostegopsis, I. wimani. Estas especies podrían ser sinónimos más modernos (en cuyo caso solo tendría validez I. stensioei), dado que sus diferencias morfológicas no son muy marcadas. Las especies difieren en las proporciones de los cráneos, las fenestras de los mismos y los patrones de los huesos craneales. Las comparaciones fueron realizadas con 14 especímenes recolectados en 1931 por la Expedición Danesa del Este de Groenlandia. Se encontraron más especímenes adicionales entre 1933 a 1955.
Este género se encuentra relacionado de cerca con Acanthostega gunnari, también hallado en el este de Groenlandia. El cráneo de Ichthyostega parece ser más similar al de los peces que el de Acanthostega, pero la morfología de sus cinturas escapular y pélvica indican que eran más fuertes y mejor adaptadas para permanecer en tierra. Ichthyostega también tiene más costillas de soporte, y vértebras más fuertes con las zigapófisis mejor desarrolladas. Si estas características evolucionaron de manera independientemente en Ichthyostega es objeto de debate. En cualquier caso muestra claramente que Ichthyostega se aventuraba en tierra firme en ocasiones, a diferencia de los primeros tetrápodos como Elginerpeton y Obruchevichthys.

## Descripción

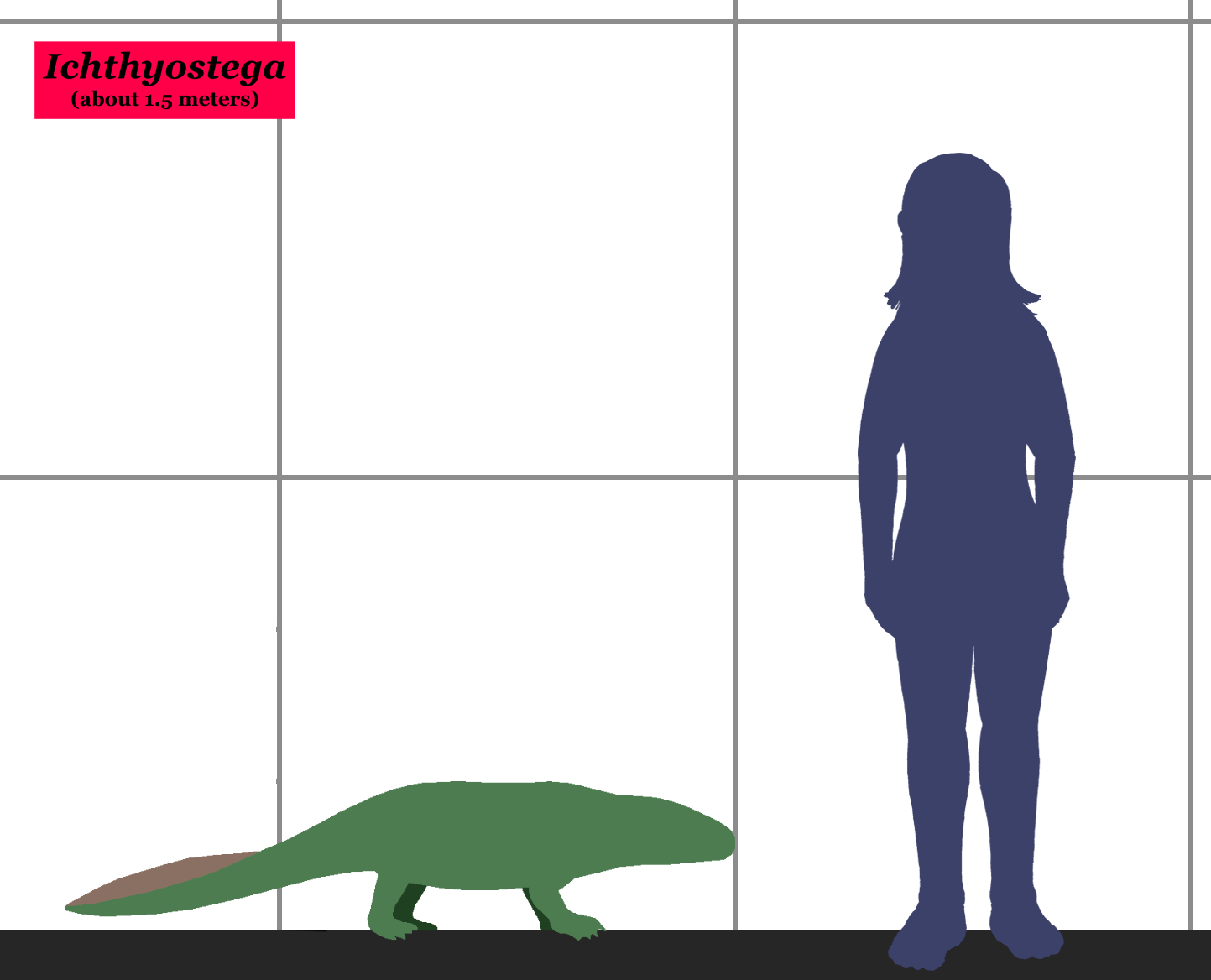
Tamaño de Ichthyostega, en comparación con un ser humano.

Ichthyostega era bastante grande, medía alrededor de 1,5 metros de largo. El cráneo era plano con los ojos situados dorsalmente, y estaba armado con grandes dientes. En el margen posterior del cráneo tenía un opérculo que cubre las branquias, y el espiráculo se encuentra en una muesca ótica detrás de cada ojo.
Las extremidades eran grandes en comparación con las de sus parientes contemporáneos, y además poseía siete dedos en cada extremidad posterior (polidactilia). El número exacto de dedos en la extremidad anterior aún no se conoce, ya que no se han encontrado fósiles de la mano. Tenía una aleta caudal que poseía radios óseos.

## Adaptaciones para la vida terrestre
Los primeros tetrápodos como Ichthyostega y Acanthostega diferían en varios aspectos de sus antepasados, los peces sarcopterigios (peces de aletas lobuladas), como por ejemplo Eusthenopteron o Panderichthys). Aunque los sarcopterigios poseían pulmones, las branquias eran su principal medio de adquisición de oxígeno; en cambio, Ichthyostega parece haber usado sus pulmones como aparato respiratorio principal. La piel de los primeros tetrápodos, a diferencia de la de los sarcopterigios, les ayudó a conservar los fluidos corporales evitando la desecación. Los sarcopterigios utilizaban el cuerpo y la cola para la locomoción y las aletas para mantener el equilibrio; Ichthyostega utilizaría sus extremidades delanteras para la locomoción y la cola para equilibrarse.

Peces de aletas lobuladas y tetrápodos anfibios del Devónico tardío

La especialización de los vertebrados del Devónico Superior produjo que peces de aletas lobuladas como Panderichthys o Eusthenopteron tuvieran descendientes como Tiktaalik que podían respirar aire en charcas pantanosas;  cuyas aletas similares a patas pudieron llevarlo a tierra, precediendo a los primeros tetrápodos anfibios como Acanthostega, cuyos pies tenían ocho dedos, e Ichthyostega con siete. Otros sarcopterigios evolucionaron hacia formas como los celacantos que aún existen hoy en día.
El tamaño de un adulto Ichthyostega era de 1,5 m lo que le habría dificultado la locomoción terrestre. La caja torácica masiva se compone de costillas superpuestas y el animal poseía una estructura esquelética más fuerte y una columna vertebral muy rígida; las extremidades anteriores eran, aparentemente, lo suficientemente potentes como para nadar en el agua. Los miembros posteriores eran más pequeños que los anteriores y es improbable que hayan soportado el peso del animal, mientras que las costillas anchas y superpuestas tuvieron movimientos de lado a lado. Los miembros delanteros tenían el rango de movimiento requerida para empujar el cuerpo hacia arriba y hacia adelante, lo que permitía que el animal se arrastrase por tierra plana por sincronía (en lugar de movimiento alterno), muy similar al de un Boleophthalmus dussumieri o al de las focas actuales.
Jennifer A. Clack sugirió que Ichthyostega pasaba tiempo tomando el sol para elevar su temperatura corporal, como hacen algunos animales de hoy en día como las iguanas marinas de las Galápagos, o los cocodrilos, y habrían vuelto al agua para refrescarse, buscar comida y reproducirse. Un estilo de vida en el que era necesario que los miembros delanteros fueran fuertes para ir fuera del agua. Y tenía que tener la caja torácica y la columna vertebral fuertes para apoyarlos mientras tomaba el sol, como los modernos cocodrilos. Nuevos estudios sugieren que los juveniles eran más acuáticos que los adultos, y que Ichthyostega saliera del agua solo cuando era un adulto completamente maduro.
El agua seguía siendo un requisito, ya que los huevos de los primeros tetrápodos terrestres no podían sobrevivir fuera del agua, por lo que la reproducción no podría ocurrir sin ella. También se necesitaba agua para sus larvas y para la fertilización. La mayoría de los vertebrados terrestres han desarrollado métodos de fertilización interna, ya sean directos como en todos los amniotas y unos pocos anfibios, o indirectos como muchas salamandras, mediante la colocación de un espermatóforo en el suelo que luego es recogido por la hembra.
Los miembros del orden Ichthyostegalia (Elginerpeton, Acanthostega, Ichthyostega, etc.) fueron reemplazados por los temnospóndilos y los antracosaurios, como Eryops, anfibios que realmente desarrollaron la habilidad de caminar sobre la tierra. Hasta el año 2002, hubo una diferencia de 20 millones años entre los dos grupos, esta diferencia se conoce como el Intervalo de Romer. En 2002 fue descrito un fósil de 350 millones de años de edad del Misisípico inferior, Pederpes y ayudó a cerrar la brecha; es el tetrápodo más temprano conocido el cual muestra los inicios de verdadera locomoción terrestre.